# Freatische eruptie

Schema van een freatische eruptie

Een freatische eruptie, explosie of uitbarsting is een explosieve vulkaanuitbarsting waarbij waterdamp en tefra vrijkomt. In tegenstelling tot freatomagmatische erupties worden bij freatische erupties geen lavafragmenten uitgestoten.
Freatische erupties treden op wanneer omhoogkomend magma in contact komt met grond- of oppervlaktewater. Door de extreem hoge temperatuur van het magma (ergens tussen 600 °C tot 1.170 °C) wordt het water onmiddellijk omgezet naar stoom en volgt er een hevige uitstoot van waterdamp en verpulverd gesteente.